# جليل أباد (كهن أباد)
جلیل أباد (بالفارسية: جلیل‌آباد) هي منطقة سكنية تقع في إيران في قسم کهن أباد الريفي. يقدر عدد سكانها بـ 701 نسمة .